# Alex Evang
Alex Evang (Straatsburg, 4 april 1983) is een Frans stripauteur, illustrator en kunstschilder. Hij woont in Montpellier.
Na het behalen van een Bachelor of Science studeerde Evang drie jaar lang tekenen aan het Institut St Luc in Brussel. Daarna werd hij boekverkoper in Nantes en Alès. Vanaf 2008 werd Evang actief in de stripwereld. Daarnaast is Evang ook kunstschilder en illustrator; hij maakt vooral mozaïeken.
In 2010 tekende Evang illustraties in de educatieve reeks De reizen van Alex en wel voor het album Orange Vaison-la-romaine, dat niet naar het Nederlands werd vertaald. In 2013 verzorgde hij samen met Yves Plateau  en Jérôme Presti de illustraties voor het album Aquae Sextiae (Aix-en-Provence), dat eveneens niet werd vertaald.